# 893

## Události
- Arnulf Korutanský znovu vpadá na Velkou Moravu
- Žlutá řeka radikálně změnila trasu svého dolního toku
- Simeon I. Veliký se stává bulharským carem

## Narození
- Ludvík IV. Dítě

## Úmrtí
- 6. února – Fotios, patriarcha konstantinopolský (* asi 820)

## Hlavy států
- Velkomoravská říše – Svatopluk I.
- Papež – Formosus
- Anglie – Alfréd Veliký
  - Mercie – Æthelred
- Skotské království – Donald II.
- Východofranská říše – Arnulf Korutanský
- Západofranská říše – Odo Pařížský
- Uherské království – Almoš nebo Arpád
- První bulharská říše – Vladimír Bulharský – Symeon I.
- Kyjevská Rus – Oleg
- Byzanc – Leon VI. Moudrý
- Svatá říše římská – Kvído ze Spoleta
- Bavorské vévodství – Arnulf Korutanský